# Denny McLain
Dennis Dale McLain (ur. 29 marca 1944) – amerykański baseballista, który występował na pozycji miotacza przez 10 sezonów w Major League Baseball.

## Życiorys
W 1962 roku podpisał kontrakt z Chicago White Sox, ale występował jedynie w klubach farmerskich tego zespołu. Zawodnik, który grał przez rok w zespołach niższych lig i nie otrzymał promocji do zespołu z Major League zmuszony był przystąpić do draftu; w kwietniu 1963 McLain został wybrany przez Detroit Tigers. W MLB zadebiutował 21 września 1963 w meczu przeciwko Chicago White Sox, w którym zaliczył pierwsze w karierze zwycięstwo i zdobył home runa.
W sezonie 1966 po raz pierwszy wystąpił w Meczu Gwiazd. W latach 1967–1968 zwyciężał w klasyfikacji zwycięstw (odpowiednio 31 i 24). W sezonie 1968 wystąpił w trzech meczach World Series, w których Tigers pokonali St. Louis Cardinals w siedmiu meczach. W tym samym roku został wybrany MVP American League, a także po raz pierwszy nagrodzony Cy Young Award dla najlepszego miotacza.
W lutym 1970 magazyn Sports Illustrated doniósł, iż McLain od 1967 brał udział w zakładach bukmacherskich i pomimo zaprzeczeń, został zawieszony przez władze Major League na pierwsze trzy miesiące sezonu. W październiku 1970 przeszedł w ramach wymiany zawodników do Washington Senators. W sezonie 1971 miał najwięcej w lidze porażek (22). Występował jeszcze w Oakland Athletics i Atlanta Braves.
W marcu 1984 został skazany na 23 lata więzienia za ściąganie haraczy i handel kokainą, jednak po 30 miesiącach sąd apelacyjny ze względów proceduralnych uchylił wyrok. W 1995 po bankructwie jego firmy postawiono mu zarzut dotyczący defraudacji i prania brudnych pieniędzy za co dostał karę siedmiu lat pozbawienia wolności.

## Nagrody i wyróżnienia
| Nagroda/wyróżnienie      | Lata             | Źródło |
| MVP National League      | 1966             | [ 4 ]  |
| MVP American League      | 1968             | [ 7 ]  |
| 3× All-Star              | 1966, 1968, 1969 | [ 4 ]  |
| Zwycięzca w World Series | 1968             | [ 6 ]  |
| 2× AL Cy Young Award     | 1968, 1969       | [ 8 ]  |

## Statystyki
Sezon zasadniczy
| Sezon              | Klub               | W   | L  | ERA  | G   | GS  | CG  | SHO | SV | IP   | H    | R   | ER  | HR  | SO   | WHIP  |
| ------------------ | ------------------ | --- | -- | ---- | --- | --- | --- | --- | -- | ---- | ---- | --- | --- | --- | ---- | ----- |
| 1963               | DET                | 2   | 1  | 4,29 | 3   | 3   | 2   | 0   | 0  | 21   | 20   | 12  | 10  | 2   | 22   | 1,714 |
| 1964               | DET                | 4   | 5  | 4,05 | 19  | 16  | 3   | 0   | 0  | 100  | 84   | 48  | 45  | 16  | 70   | 1,210 |
| 1965               | DET                | 16  | 6  | 2,61 | 33  | 29  | 13  | 4   | 1  | 220⅛ | 174  | 73  | 64  | 25  | 192  | 1,071 |
| 1966               | DET                | 20  | 14 | 3,92 | 38  | 38  | 14  | 4   | 0  | 264⅛ | 205  | 120 | 115 | 42  | 192  | 1,169 |
| 1967               | DET                | 17  | 16 | 3,79 | 37  | 37  | 10  | 3   | 0  | 235  | 209  | 110 | 99  | 35  | 161  | 1,200 |
| 1968               | DET                | 31  | 6  | 1,96 | 41  | 41  | 28  | 6   | 0  | 336  | 241  | 86  | 73  | 31  | 280  | 0,905 |
| 1969               | DET                | 24  | 9  | 2,80 | 42  | 41  | 23  | 9   | 0  | 325  | 288  | 105 | 101 | 25  | 181  | 1,092 |
| 1970               | DET                | 3   | 5  | 4,63 | 14  | 14  | 1   | 0   | 0  | 91⅛  | 100  | 51  | 47  | 19  | 52   | 1,401 |
| 1971               | WSA                | 10  | 22 | 4,28 | 33  | 32  | 9   | 3   | 0  | 216⅔ | 233  | 115 | 103 | 31  | 103  | 1,408 |
| 1972               | OAK                | 1   | 2  | 6,04 | 5   | 5   | 0   | 0   | 0  | 22⅛  | 32   | 17  | 15  | 4   | 8    | 1,791 |
| 1972               | ATL                | 3   | 5  | 6,50 | 5   | 5   | 0   | 0   | 0  | 54   | 60   | 41  | 39  | 12  | 21   | 1,444 |
| Łącznie w karierze | Łącznie w karierze | 131 | 91 | 3,39 | 280 | 264 | 105 | 29  | 2  | 1886 | 1646 | 778 | 711 | 242 | 1282 | 1,163 |

Postseason
| Sezon              | Klub               | S                  | P                  | Wynik              | W | L | ERA  | G | GS | CG | SHO | SV | IP  | H  | R | ER | HR | SO | WHIP  |
| ------------------ | ------------------ | ------------------ | ------------------ | ------------------ | - | - | ---- | - | -- | -- | --- | -- | --- | -- | - | -- | -- | -- | ----- |
| 1968               | DET                | WS                 | STL                | Wyg.               | 1 | 2 | 3,24 | 3 | 3  | 1  | 0   | 0  | 16⅔ | 18 | 8 | 6  | 1  | 13 | 1,320 |
| Łącznie w karierze | Łącznie w karierze | Łącznie w karierze | Łącznie w karierze | Łącznie w karierze | 1 | 2 | 3,24 | 3 | 3  | 1  | 0   | 0  | 16⅔ | 18 | 8 | 6  | 1  | 13 | 1,320 |